# Marpesia livius
Marpesia livius är en fjärilsart som beskrevs av Kirby 1871. Marpesia livius ingår i släktet Marpesia och familjen praktfjärilar. Inga underarter finns listade i Catalogue of Life.